# Slaget vid Lena
Slaget vid Lena stod mellan kungasonen Erik Knutsson med svenskt och norskt krigsfolk och kung Sverker den yngre med en till övervägande del dansk här vid Lena i Kungslena socken i nuvarande Tidaholms kommun, Västergötland, den 31 januari 1208. Skänningeannalerna säger att ”det stod ett slag i Lena. Sverker flydde”.
Slaget var ett led i maktkampen mellan de sverkerska och erikska ätterna, men också ett hopp för den danske kung Valdemar Sejr att införliva Västergötland med Danmark, som då var i ett expansivt skede.
Enligt medeltida uppgifter uppgick kung Sverkers här till 18 000 man, vilket torde vara en upphaussad siffra. Danskarna anfördes av Sverkers svärfar Ebbe Sunesson Hvide och dennes bröder Lars, Jakob och Peder.
Erik Knutsson segrade med sin svensk-norska här. Sverker den yngre och hans ärkebiskop Valerius flydde åter till Danmark och striden var över. Enligt en legend skall Oden ha siktats på den svensk-norska sidan och givit dem seger.
Erik Knutsson valdes till kung, men än var inte maktkampen över; stridigheterna fortsatte. Annalerna förtäljer om en fortsättning till sammandrabbningen vid Lena, nämligen slaget vid Gestilren år 1210.
Att slaget vid Lena varit ett betydande bakslag för den segerrika danska stormakten har fått en bekräftelse i en välbekant strof i en medeltida ballad som skildrar slaget ur ett danskt perspektiv:
| ” | Fruarna sitta i högan loft de vänta sina herrar att komma Hästarna kommo blodiga fram och sadlarna voro tomma | „ |

## Stupade
- stor del av danska hären
- Ebbe Sunesson (Hvide), Sverkers svärfar
- Lars Sunesson (Hvide), Ebbes bror
- jarl Knut Birgersson (Bjälboätten), Birger Brosas son
- Magnus från Lund – ”Obiit Magnus, qui occisus est in Gocia aput Lene anno dominice incarnationis MCCVIII” (Magnus har omkommit vid Lena i Götaland den 31 januari 1208)[2]
- herr Lars – ”O(bierunt) Kanutus dux sueorum et dominus Laurencius cum m(ultis aliis)” (omkomna: Knut svensk jarl och herr Lars med flera andra)[3]